# K-9, můj přítel se studeným čumákem
K-9, můj přítel se studeným čumákem (anglicky K-9) je akční komedie z roku 1989, režírovaná Rodem Danielem. Scénář sepsali Steven Siegel a Scott Myers, hlavní roli hrál Jim Belushi. Důležitou roli služebního psa hrál německý ovčák jménem Rando, který hrál také roli Ronda v americkém televizní filmu K-9 z roku 1991.   
Tříletý Rando musel podstoupit tříměsíční trénink. Jeho trenérkou byla Kate Ann Millerová.

## Herecké obsazení
| Jim Belushi         | Dooley    |
| Mel Harris          | Tracy     |
| Kevin Tighe         | Lyman     |
| Ed O'Neill          | Brannigan |
| Rando               | Jerry Lee |
| James Handy         | Byers     |
| Daniel Davis        | Halstead  |
| Cotter Smith        | Gilliam   |
| John Snyder         | Freddie   |
| Pruitt Taylor Vince | Benny     |
| Sherman Howard      | Dillon    |
| Jeff Allin          | Chad      |
| Jerry Levine        | Ernie     |
| Dan Castellaneta    | Maitre D' |

## Děj
Michael Dooley je svérázný a tvrdě pracující detektiv z protidrogového oddělení v San Diegu. Poté, co odmítá dostat nového partnera, se raději rozhodne pro  služebního psa jménem Jerry Lee. Stejně jako Michael Dooley i Jerry Lee je poněkud svérázný. Přestože je to velmi zkušený a dobře vycvičený policejní pes, pracuje pouze když se mu chce a často ničí věci v Michaelově bytě a autě.  
Oba společně pracují na dopadení drogového dealera Lymana, který se cítí natolik ohrožený, že se dokonce pokusí Michaela zabít.

## Pokračování
Film měl dvě přímá pokračování:
- K-9 II. Můj přítel se studeným čumákem
- K-9: Soukromý detektiv

Jim Belushi opět ztvárnil hlavní roli Michaela Dooleyho v obou z nich. Rando byl v roli Jeryho Lee nahrazen německými ovčáky jménem Mac a King. 
V roce 1991 byl natočen spin-off K-9000, který byl původně zamýšlen jako televizní pilot k seriálu. 